# جورج بي ميتشيل
جورج بي ميتشيل (بالإنجليزية: George P. Mitchell)‏ هو شخصية أعمال أمريكي، ولد في 21 مايو 1919 في غالفستون في الولايات المتحدة، وتوفي في 26 يوليو 2013 في تكساس في الولايات المتحدة.